# 比田村
比田村（ひだむら）は、島根県能義郡にあった村。現在の安来市広瀬町西比田、広瀬町梶福留、広瀬町東比田にあたる。

## 地理
- 河川：飯梨川[1]、東比田川[2]
- 山岳：玉峰山[3]

## 歴史
- 1889年（明治22年）4月1日、町村制の施行により、能義郡西比田町、西比田村、梶福留村、東比田村が合併して村制施行し、比田村が発足[1][4]。大字は西比田、梶福留、東比田の3大字を編成[1]。
- 1955年（昭和30年）1月10日、能義郡広瀬町、比田村、山佐村、安来市（一部）と合併し、広瀬町が存続して廃止された[1][4]。

### 地名の由来
村名は神社名による。

## 産業
- 農業、シイタケ[1]。